# Гаваррет-сюр-Олуст
Гаварре́т-сюр-Олу́ст (фр. Gavarret-sur-Aulouste) — коммуна во Франции, находится в регионе Юг — Пиренеи. Департамент — Жер. Входит в состав кантона Флёранс. Округ коммуны — Кондом.
Код INSEE коммуны — 32142.

## География
Коммуна расположена приблизительно в 580 км к югу от Парижа, в 70 км западнее Тулузы, в 15 км к северу от Оша.
По территории коммуны протекает река Олуст.

## Климат
Климат умеренно-океанический. Лето жаркое и немного дождливое, температура часто превышает 35 °С. Зимой часто бывает отрицательная температура и ночные заморозки. Годовое количество осадков — 700—900 мм.

## Население
Население коммуны на 2010 год составляло 130 человек.
| 1962 | 1968 | 1975 | 1982 | 1990 | 1999 | 2010 |
| ---- | ---- | ---- | ---- | ---- | ---- | ---- |
| 133  | 132  | 125  | 132  | 121  | 128  | 130  |

## Администрация
| Период | Период | Фамилия        | Партия | Примечания |
| ------ | ------ | -------------- | ------ | ---------- |
| 2001   | 2008   | Жан-Пьер Галли |        |            |
| 2008   | 2020   | Эрик Биз       |        |            |

## Экономика
В 2010 году среди 82 человек трудоспособного возраста (15-64 лет) 60 были экономически активными, 22 — неактивными (показатель активности — 73,2 %, в 1999 году было 69,9 %). Из 60 активных жителей работали 59 человек (30 мужчин и 29 женщин), безработной была 1 женщина. Среди 22 неактивных 10 человек были учениками или студентами, 8 — пенсионерами, 4 были неактивными по другим причинам.

## Фотогалерея

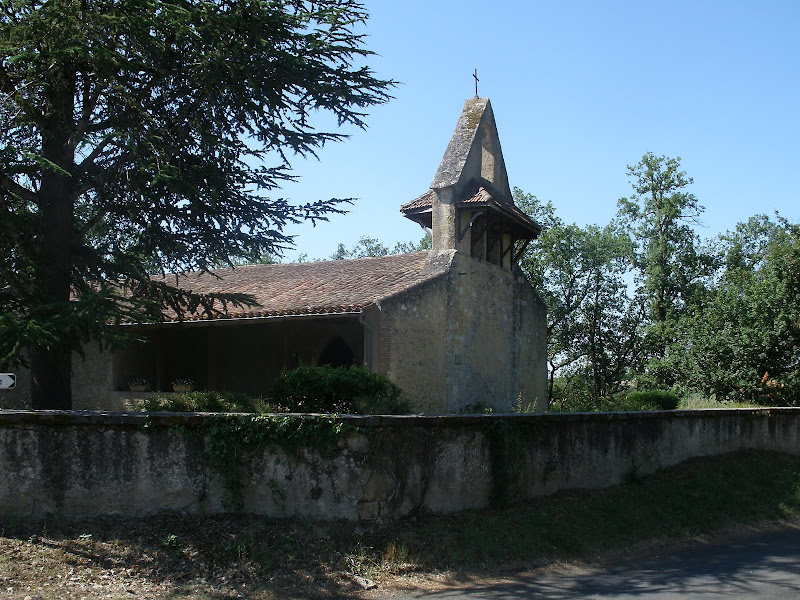
Церковь
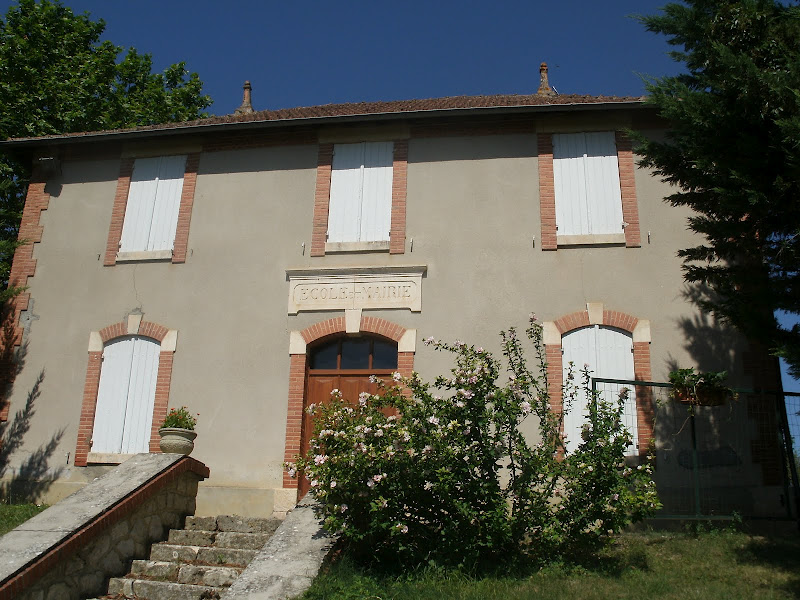
Мэрия
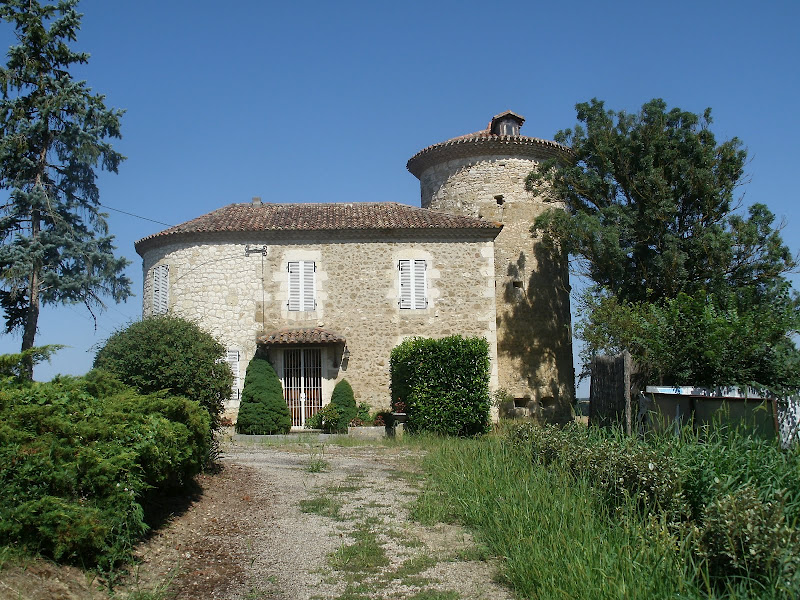
Башня
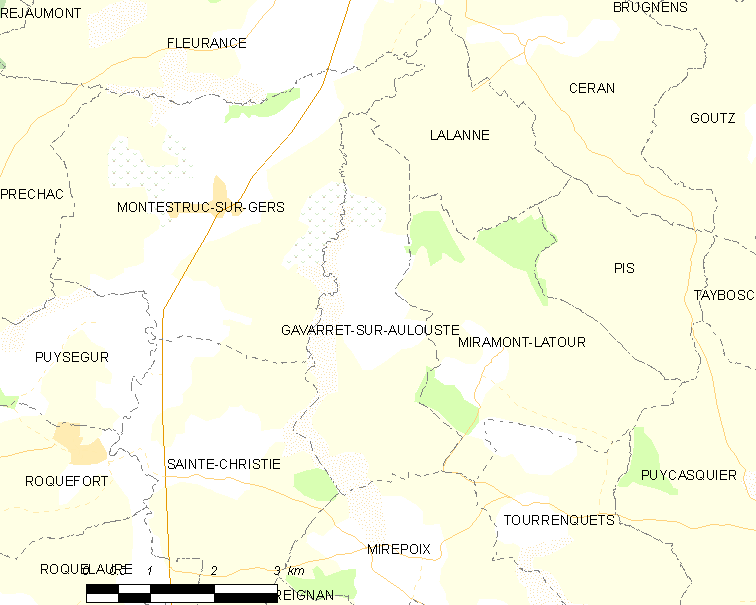
Карта коммуны